# Francisco Araiza
José Francisco Araiza (né le 4 octobre 1950 à Mexico) est un chanteur d'opéra mexicain chantant dans une tessiture de ténor.

## Biographie
Il apprend le chant avec Irma Gonzalez au Conservatoire National de musique de Mexico et fait en 1970 ses débuts à Mexico dans Fidelio de Beethoven. En 1974, il va en Europe pour suivre les master-classes de Richard Holm et Erik Werba. Après trois ans au Badisches Staatstheater Karlsruhe, il devient chanteur à l'Opéra de Zurich en 1977. Herbert von Karajan le choisit pour enregistrer La Flûte enchantée avec Edith Mathis, Karin Ott et Janet Perry. 
En 1980, il est invité au Festival de Salzbourg et, la même année, se produit dans le légendaire Sémiramis de Rossini au Festival d'art lyrique d'Aix en Provence, aux côtés de Marilyn Horne, Montserrat Caballé, Samuel Ramey, dans la mise en  scène de Pier Luigi Pizzi
Dès lors, il se spécialise dans les plus grands rôles de tenore di grazzia du répertoire, endossant ainsi les rôles d'Ernesto (Don Pasquale), de Ramiro (La Cenerentola), ou encore de Don Ottavio dans la production de Don Giovanni à la Scala de Milan en 1987 (aux côtés de Thomas Allen et d'Edita Gruberova, sous la baguette de Riccardo Muti et dans une mise en scène de Giorgio Strehler).
Par la suite, il se tourne vers le répertoire français (Des Grieux dans Manon à l'Opéra de San Francisco en 1986) et allemand (endossant le rôle-titre de Lohengrin à La Fenice en 1990). Il enregistre également le Te Deum de Berlioz avec Claudio Abbado en 1982.

## Ses grands rôles
Tamino, Die Zauberflöte, Metropolitan opera, dir. James Levine, 1991.

## Enregistrements
Requiem de Mozart, avril 1982 avec le Chœur de la Radio de Leipzig, Staatskapelle de Dresde, P1983 Phonogram International B.V., Baarn - disque Philips 411 420-1